# Murray Hamilton
Murray Hamilton (24 de marzo de 1923 – 1 de septiembre de 1986) fue un actor teatral y cinematográfico y televisivo estadounidense, conocido por su actuación en filmes como The Hustler, El graduado y Tiburón.

## Biografía
Nacido en Washington, Carolina del Norte, Hamilton ya se interesaba por la actuación en sus años de estudios en la Washington High School justo antes del inicio de la Segunda Guerra Mundial. Por problemas de audición no pudo alistarse, por lo que, con 19 años de edad, decidió viajar a Nueva York para intentar trabajar como actor teatral. 

## Carrera
En uno de sus primeros papeles actuó en escena junto a Henry Fonda en el clásico Mister Roberts. En 1960 volvió a actuar con Fonda, en esta ocasión en la obra Critic's Choice, y en 1968 ambos actores coincidieron de nuevo, esta vez en el film dramático El estrangulador de Boston.
De sus actuaciones cinematográficas, quizás la de mayor fama es la del obstinado alcalde de Amity Island Larry Vaughn en la película de Steven Spielberg Tiburón. Hamilton también intervino en la secuela Tiburón 2 y firmó para retomar el papel del alcalde Vaughn en un cameo en Tiburón: La venganza, aunque falleció antes de poder interpretar el mismo.
Otro título notable de su filmografía fue Anatomía de un asesinato (1959), con James Stewart, en la cual actuaba como el camarero Al Pacquette. Hamilton trabajó en otras dos películas de Stewart, The FBI Story (1959) y The Spirit of St. Louis (1957).
Aunque no se prodigó en papeles cómicos, en la carrera inicial de Hamilton en Hollywood pudo llevar a cabo uno muy divertido junto a Andy Griffith y Nick Adams en la comedia militar de 1958 No Time for Sergeants. Hamilton era elegido principalmente para desempeñar papeles dramáticos, tales como el que hizo en el drama de ciencia ficción Seconds (1966), protagonizado por Rock Hudson.
También fueron destacadas sus actuaciones cinematográficas en The Hustler (1961, con Paul Newman), El graduado (1967, como Mr. Robinson, marido de la Mrs. Robinson interpretada por Anne Bancroft), The Drowning Pool (1975, de nuevo con Paul Newman), The Way We Were (1973) y Brubaker (1980), estas dos últimas películas interpretadas por Robert Redford.
A lo largo de su carrera, muchos años antes y al mismo tiempo que su actividad cinematográfica, Hamilton fue un destacado actor teatral dramático, llegando a ser nominado a un Premio Tony por su actuación en la producción de 1965 Absence of a Cello.
En la temporada televisiva de 1959-1960 Hamilton coprotagonizó junto a William Demarest, Jeanne Bal, y Stubby Kaye la sitcom de la NBC Love and Marriage. En el show interpretaba a un abogado, Steve Baker, que vivía en un apartamento con su mujer (interpretada por Bal), sus dos hijas y sus suegro (encarnado por Demarest).
En televisión, Hamilton hizo varias docenas de actuaciones. Destaca su trabajo en la serie de Rod Serling The Twilight Zone, concretamente en el episodio "One for the Angels," en el cual encarnaba a la Muerte. En 1961 actuó en otra serie de ciencia ficción, Way Out, presentada por Roald Dahl y en la que actuaban Doris Roberts y Martin Huston. Hamilton también participó en el capítulo de la serie Perry Mason titulado "The Case of the Deadly Double". De entre el resto de sus interpretaciones televisivas es de destacar su trabajo como Big Daddy Hollingsworth, el padre de Blanche Deveraux, en un capítulo de la primera temporada de The Golden Girls. Actuó en la serie de los años 60 El fugitivo con David Janssen en el episodio "Coralee", donde interpretó a Joe Steelman, el capitán de un barco de buceo.

### Muerte
Murray Hamilton falleció a causa de un cáncer en 1986 en Washington, Carolina del Norte, y fue enterrado en el cementerio Oakdale de Washington.

## Filmografía

### Cine
| Películas | Películas                                         | Películas                        | Películas |
| Año       | Título                                            | Personaje                        |           |
| --------- | ------------------------------------------------- | -------------------------------- | --------- |
| 1988      | La loca guerra de la Gran Bretaña                 | Jack Kill the Commies Preston    |           |
| 1986      | Los últimos días de Patton, de Delbert Mann       | General Hobart 'Hap' Gay         |           |
| 1985      | Demasiado asustada para gritar                    | Jack Oberman                     |           |
| 1984      | Boys in Blue                                      | Capt. Sid Bender                 |           |
| 1983      | Summer Girl                                       | Jack Reardon                     |           |
| 1983      | Hysterical                                        | Alcalde                          |           |
| 1982      | Monstruos y laberintos                            | Teniente John Martini            |           |
| 1981      | All the Way Home                                  | Joel Lynch                       |           |
| 1980      | Brubaker                                          | John Deach                       |           |
| 1980      | The Cheap Detective                               | Ralph Garvey                     |           |
| 1980      | Swan Song                                         | Jack McCauley                    |           |
| 1979      | 1941                                              | Claude Crumn                     |           |
| 1979      | Terror en Amityville                              | Padre Ryan                       |           |
| 1979      | A Last Cry for Help                               | Ralph Muir                       |           |
| 1979      | Donovan's Kid                                     | Henry Carpenter                  |           |
| 1978      | Tiburón 2                                         | Alcalde Larry Vaughn             |           |
| 1978      | Casey's Shadow, de Martin Ritt                    | Tom Patterson                    |           |
| 1977      | El asesino está a bordo                           | Dr. Ned Folger                   |           |
| 1977      | Callejón infernal                                 | General Landers                  |           |
| 1977      | Asesinato en los juegos                           | Harvey Murkison                  |           |
| 1975      | The Drowning Pool                                 | J. J. Kilbourne                  |           |
| 1975      | Tiburón                                           | Alcalde Larry Vaughn             |           |
| 1973      | Tal como éramos                                   | Brooks Carpenter                 |           |
| 1973      | Murdock's Gang                                    | Harold Talbot                    |           |
| 1973      | Incidente en una calle oscura                     | Edmund Schilling                 |           |
| 1974      | After the Fall                                    | Mickey                           |           |
| 1972      | Deadly Harvest                                    | Sheriff Bill Jessup              |           |
| 1971      | The Failing of Raymond                            | Sgt. Manzak                      |           |
| 1971      | The Harness                                       | Roy Kern                         |           |
| 1971      | The Police                                        | Jefe de policía                  |           |
| 1971      | A Tattered Web                                    | Sgt. Joe Marcus                  |           |
| 1971      | Cannon                                            | Virgil Holley                    |           |
| 1971      | Vanished                                          | Nick McCann                      |           |
| 1969      | Si hoy es martes, esto es Bélgica                 | Fred Ferguson                    |           |
| 1968      | Mafia                                             | Jim Egan                         |           |
| 1968      | El estrangulador de Boston                        | Det. Frank McAfee                |           |
| 1968      | No Way to Treat a Lady, de Jack Smight            | Inspector Haines                 |           |
| 1968      | Sargento Ryker                                    | Capt. Appleton                   |           |
| 1967      | El graduado                                       | Mr. Robinson                     |           |
| 1967      | A Bell for Adano                                  | Sgt. Borth                       |           |
| 1967      | Danger Has Two Faces                              | Coronel Jack Forbes              |           |
| 1966      | Esclavos del pecado                               | Arthur Kabot                     |           |
| 1966      | Seconds, de John Frankenheimer                    | Charlie                          |           |
| 1965      | Inherit the Wind                                  | E. K. Hornbeck                   |           |
| 1963      | El cardenal                                       | Lafe                             |           |
| 1963      | 13 Frightened Girls, de William Castle            | Wally Sanders                    |           |
| 1963      | Papa's Delicate Condition                         | Mr. Harvey                       |           |
| 1962      | The Farmer's Daughter                             | Nordick                          |           |
| 1961      | The Hustler                                       | Findley                          |           |
| 1960      | Tall Story, de Joshua Logan                       | Sandy Hardy                      |           |
| 1959      | FBI contra el imperio del crimen, de Mervyn LeRoy | Sam Crandall                     |           |
| 1959      | Anatomía de un asesinato                          | Alphonse Paquette                |           |
| 1958      | Cintia                                            | Capt. Alan Wilson                |           |
| 1958      | No Time for Sergeants                             | Irving S. Blanchard              |           |
| 1958      | Demasiado pronto para vivir                       | Charlie Snow                     |           |
| 1958      | Los jóvenes invasores                             | Soldado / Sargento Sims Delancey |           |
| 1957      | Jeanne Eagels                                     | Chick O'Hara                     |           |
| 1957      | El héroe solitario                                | Bud Gurney                       |           |
| 1956      | El hijo de mamá                                   | Sgt. Clyde                       |           |
| 1956      | Al borde del infierno                             | Maj. Bromo Lee                   |           |
| 1951      | The Whistle at Eaton Falls                        | Al Webster                       |           |
| 1951      | Nuevo amanecer                                    | Pete Hamilton                    |           |
| 1944      | Something for the Boys                            | Soldado                          |           |
| 1944      | Reckless Age                                      | Miembro del cuarteto de soldados |           |
| 1944      | Song of the Open Road                             |                                  |           |

### Televisión
| Series de televisión | Series de televisión                    | Series de televisión                                                                            | Series de televisión |
| Año                  | Título                                  | Personaje                                                                                       | Episodios            |
| -------------------- | --------------------------------------- | ----------------------------------------------------------------------------------------------- | -------------------- |
| 1984                 | Se ha escrito un crimen                 | Bud Michaels                                                                                    | Un episodio          |
| 1984                 | Camuflaje                               | Sheriff                                                                                         | Un episodio          |
| 1986                 | Las chicas de oro                       | Big Daddy Hollingsworth                                                                         | Un episodio          |
| 1986                 | Blacke el Mago                          |                                                                                                 | Un episodio          |
| 1985                 | Hail to the Chief                       | Senador Sam Cotton                                                                              | Un episodio          |
| 1984                 | Mama's Family                           | Roy Harper                                                                                      | Un episodio          |
| 1982                 | Matt Houston                            | Al Brodax                                                                                       | Un episodio          |
| 1982                 | Bret Maverick                           | Nat Cobb                                                                                        | Un episodio          |
| 1981                 | Billy Joe y su mono                     | Capt. Rutherford T. Grant                                                                       | 15 episodios         |
| 1979                 | Disneylandia. El mágico mundo del color | Henry Carpenter                                                                                 | Dos episodios        |
| 1977                 | Kojak                                   | Harry Harmon                                                                                    | Un episodio          |
| 1977                 | Most Wanted                             |                                                                                                 | Un episodio          |
| 1976                 | Alicia                                  | Charlie Hyatt                                                                                   | Un episodio          |
| 1976                 | Hombre rico, hombre pobre               | Sid Gossett                                                                                     | 3 episodios          |
| 1972-1976            | McCloud                                 | Donald Yates / Adrian Becker                                                                    | 2 episodios          |
| 1975                 | McMillan y esposa                       | Herb Simpson                                                                                    | Un episodio          |
| 1975                 | Ellery Queen                            | Henry Palmer                                                                                    | Un episodio          |
| 1975                 | Caribe                                  | Louis Marche                                                                                    | Un episodio          |
| 1973-1975            | Cannon                                  | Bud McKenna / Arthur Gibson                                                                     | 2 episodios          |
| 1973-1975            | Historia policial                       | Bud Ellwood / Joe Hardesty                                                                      | 2 episodios          |
| 1974                 | Las calles de San Francisco             | Barney Lujack                                                                                   | Un episodio          |
| 1974                 | Chase                                   | Stone                                                                                           | Un episodio          |
| 1970-1974            | Centro médico                           | Dr. Scofield / Robert Jennings                                                                  | 2 episodios          |
| 1973                 | Barnaby Jones                           | Clete Belford                                                                                   | Un episodio          |
| 1973                 | Needles and Pins                        | Fryer                                                                                           | Un episodio          |
| 1973                 | Hawkins                                 | Frank Guilfoyle                                                                                 | Un episodio          |
| 1973                 | Amor a la americana                     | Walter                                                                                          | Un episodio          |
| 1972                 | Misión imposible                        | Dr. Jerome Cooper                                                                               | Un episodio          |
| 1972                 | Madigan                                 | Capitán de policía                                                                              | Un episodio          |
| 1971                 | Longstreet                              | Nelson Woodley                                                                                  | Un episodio          |
| 1971                 | Night Gallery                           | Snyder                                                                                          | Un episodio          |
| 1971                 | The Bold Ones: The Senator              | Yaeger                                                                                          | Un episodio          |
| 1966-1970            | F.B.I.                                  | Doug McElroy / Richard Mills / Emory Hale / Mike Kessler                                        | 4 episodios          |
| 1970                 | Defensores públicos                     | Harrison                                                                                        | Un episodio          |
| 1968                 | N.Y.P.D.                                |                                                                                                 | Un episodio          |
| 1967                 | Judd, abogado defensor                  | John Ritter                                                                                     | Un episodio          |
| 1967                 | Los invasores                           | Lewis Dunn                                                                                      | Un episodio          |
| 1966                 | Hawk                                    | Cheever                                                                                         | Un episodio          |
| 1966                 | Seaway                                  | Dr. Fischer                                                                                     | Un episodio          |
| 1966                 | Alma de acero                           | Dr. Raphael                                                                                     | Un episodio          |
| 1966                 | El hombre que nunca existió             | Coronel Jack Forbes                                                                             | 3 episodios          |
| 1965-1966            | El fugitivo                             | Joe Steelman / Mel Starling                                                                     | 2 episodios          |
| 1965-1966            | El extraordinario O'Brien               | Morton Lee / Eddie Hanover                                                                      | 2 episodios          |
| 1962-1966            | Doctor Kildare                          | Teniente Dan Hargrave / Dr. Haldore Mattern                                                     | 3 episodios          |
| 1965                 | El congresista                          | Edward Tillman                                                                                  | Un episodio          |
| 1962-1965            | Los defensores                          | Fiscal de distrito / Tark Bennett / Bryan Phelps / Fiscal de distrito Sid Morgan / Miles Morgan | 6 episodios          |
| 1963                 | Kraft Suspense Theatre                  | Capt. Appleton                                                                                  | 2 episodios          |
| 1963                 | Las enfermeras                          | Harry Reed                                                                                      | Un episodio          |
| 1963                 | The DuPont Show of the Week             | Bob Fay                                                                                         | Un episodio          |
| 1953-1963            | Armstrong Circle Theatre                | Keith Roman                                                                                     | 3 episodios          |
| 1960-1962            | Los intocables                          | Charley Mailer / Michael Barrigan / Harry Danigan / George Varsey                               | 4 episodios          |
| 1962                 | La hora once                            | Walter Enley                                                                                    | Un episodio          |
| 1962                 | Target: The Corruptors                  | Eddie Murray                                                                                    | Un episodio          |
| 1962                 | The United States Steel Hour            |                                                                                                 | Un episodio          |
| 1962                 | Theatre '62                             |                                                                                                 | Un episodio          |
| 1960-1961            | Route 66                                | Dr. Bernard Anderson / Dr. Stafford                                                             | 2 episodios          |
| 1960-1961            | La ciudad desnuda                       | Matt Orman / D.A. Thomas Stevenson                                                              | 2 episodios          |
| 1961                 | 'Way Out                                | Harold Potter                                                                                   | Un episodio          |
| 1960                 | The Witness                             | James J. Walker                                                                                 | Un episodio          |
| 1960                 | Alfred Hitchcock presenta               | Marsh                                                                                           | Un episodio          |
| 1960                 | Premios de teatro                       | Irwin Forman                                                                                    | Un episodio          |
| 1960                 | Hombres en el espacio                   | Teniente coronel Bill Aborg                                                                     | Un episodio          |
| 1959-1960            | Love and Marriage                       | Steve Baker                                                                                     | 18 episodios         |
| 1959                 | Los detectives                          | Al Morgan                                                                                       | Un episodio          |
| 1959                 | The Twilight Zone                       | Mr. Death                                                                                       | Un episodio          |
| 1958                 | The Real McCoys                         | George Emery                                                                                    | Un episodio          |
| 1958                 | Submarino                               | Comandante Richard C. Latham                                                                    | Un episodio          |
| 1958                 | Perry Mason                             | John Johnny Davis Hale                                                                          | Un episodio          |
| 1958                 | El pistolero de San Francisco           | Ed McKay                                                                                        | Un episodio          |
| 1957-1958            | La ley del revólver                     | Calhoun / Web Cutter / Jake Buley                                                               | 3 episodios          |
| 1957                 | Schlitz Playhouse of Stars              |                                                                                                 | Un episodio          |
| 1957                 | Letter to Loretta                       | Mike Finn                                                                                       | Un episodio          |
| 1957                 | El millonario                           | Chris Daniels                                                                                   | Un episodio          |
| 1957                 | Conflict                                |                                                                                                 | Un episodio          |
| 1956-1957            | Wire Service                            | Frank Lunt / Ed Holley                                                                          | 2 episodios          |
| 1956                 | Playhouse 90                            | Chick Tolliver                                                                                  | Un episodio          |
| 1955                 | The Phil Silvers Show                   | MSgt. Allan                                                                                     | 2 episodios          |
| 1955                 | Kraft Television Theatre                |                                                                                                 | Un episodio          |
| 1955                 | Studio One                              | Joe                                                                                             | Un episodio          |
| 1955                 | Justice                                 |                                                                                                 | Un episodio          |
| 1954                 | Lux Video Theatre                       |                                                                                                 | Un episodio          |
| 1954                 | Goodyear Television Playhouse           |                                                                                                 | Un episodio          |
| 1954                 | Inner Sanctum                           | Frank / Cabbie / Joe                                                                            | 3 episodios          |
| 1954                 | The Big Story                           | Virgil Pierson                                                                                  | Un episodio          |
| 1954                 | The Man Behind the Badge                |                                                                                                 | Un episodio          |
| 1953                 | The Philco Television Playhouse         |                                                                                                 | 3 episodios          |
| 1953                 | You Are There                           | Gobernador Vance                                                                                | Un episodio          |
| 1953                 | Kraft Television Theatre                |                                                                                                 | Dos episodios        |
| 1953                 | The Revlon Mirror Theater               |                                                                                                 | Un episodio          |
| 1953                 | The Gulf Playhouse                      |                                                                                                 | Un episodio          |
| 1953                 | Suspense                                | Snow Pearson                                                                                    | Un episodio          |
| 1952-1953            | Mister Peepers                          | Freddy / Freddie                                                                                | 3 episodios          |
| 1951                 | The Billy Rose Show                     |                                                                                                 | 3 episodios          |

### Documentales
| Documentales | Documentales                   | Documentales            | Documentales |
| Año          | Título                         | Rol                     |              |
| ------------ | ------------------------------ | ----------------------- | ------------ |
| 2010         | Jaws: The Inside Story         | Él mismo                |              |
| 2008         | Hollywood contra Franco        | Brooks Carpenter        |              |
| 2007         | Cinemassacre's Monster Madness | Vaughn                  |              |
| 2002         | E! True Hollywood Story        | Él mismo                |              |
| 1996         | The Making of '1941'           | Él mismo / Claude Crumn |              |